# Гутнов, Феликс Хазмурзаевич
Фе́ликс Хазмурза́евич Гу́тнов (7 апреля 1952, Владикавказ — 10 декабря 2020) — заведующий отделом источниковедения СОИГСИ, доктор исторических наук, профессор, член Диссертационного Совета при СОГУ им К. Л. Хетагурова, экс-консультант Парламента РСО-Алания. Автор более 150 научных работ. Монографии Ф. Х. Гутнова снискали популярность не только в академической среде, но и у массового читателя.

## Биография
Феликс родился 7 апреля 1952 г. во Владикавказе. В 1969 г. окончил среднюю школу № 5. В 1970—1972 гг. проходил службу в Группе советских войск в Германии. В 1972—1977 гг. — учился на историческом факультете Северо-Осетинского государственного университета. В 1977—1978 гг. проходил стажировку на кафедре истории СССР исторического факультета Ленинградского университета. В 1979 г. поступил там же в аспирантуру и в марте 1981 г. досрочно защитил кандидатскую диссертацию. С 1981 г. работал в отделе археологии и этнографии СОИГСИ, с 1995 г. по совместительству — на кафедре истории древнего мира и средних веков СОГУ. В январе 1998 г. защитил докторскую диссертацию.
Впервые исследовал историю Осетии в генеалогических преданиях, средневековую историю Осетии, разработал концепцию «Горского феодализма». Область научных интересов: социальная история ранних скифов и алан, история и социальная структура обществ Северного Кавказа в античный и средневековый период.

## Монографии
- Генеалогические предания Осетии. — Орджоникидзе, 1989[1].
- Средневековая Осетия. — Владикавказ, 1993.
- Аристократия алан. — Владикавказ, 1995[1].
- Ранние аланы. — Владикавказ, 2001[1].
- Древо жизни. — Владикавказ, 2007[1].
- Горский феодализм. — Ч. I. — Владикавказ, 2007.
  - Ч. II., 2008[1].
- Аланы: научно-популярные очерки истории. — Владикавказ, 2011[1].
- Осетинские фамилии. — Владикавказ, 2012[1].
- История Осетии с древнейших времен до конца XVIII века. — Т. 1. — Владикавказ, 2012[1].
- История Осетии в XIX — начале XX века. — Т. 2. — Владикавказ, 2012[1].
- Обычное право осетин. — Ч. I. Адаты Тагаурского общества (Список Норденстренга 1844 г.). — Владикавказ, 2012[1].
- Горский феодализм. — Ч. III. Северный Кавказ в XIII—XV вв. — Владикавказ, 2014.
- Осетинские фамилии. — Владикавказ, 2014.
- Скифы. Аланы. — Владикавказ, 2014[1].
- Нормы обычного права осетин. — Ч. II. Адаты обществ Западной Осетии. — Владикавказ, 2015[1].